# Semiothisa enotata
Semiothisa enotata là một loài bướm đêm trong họ Geometridae.